# Bill

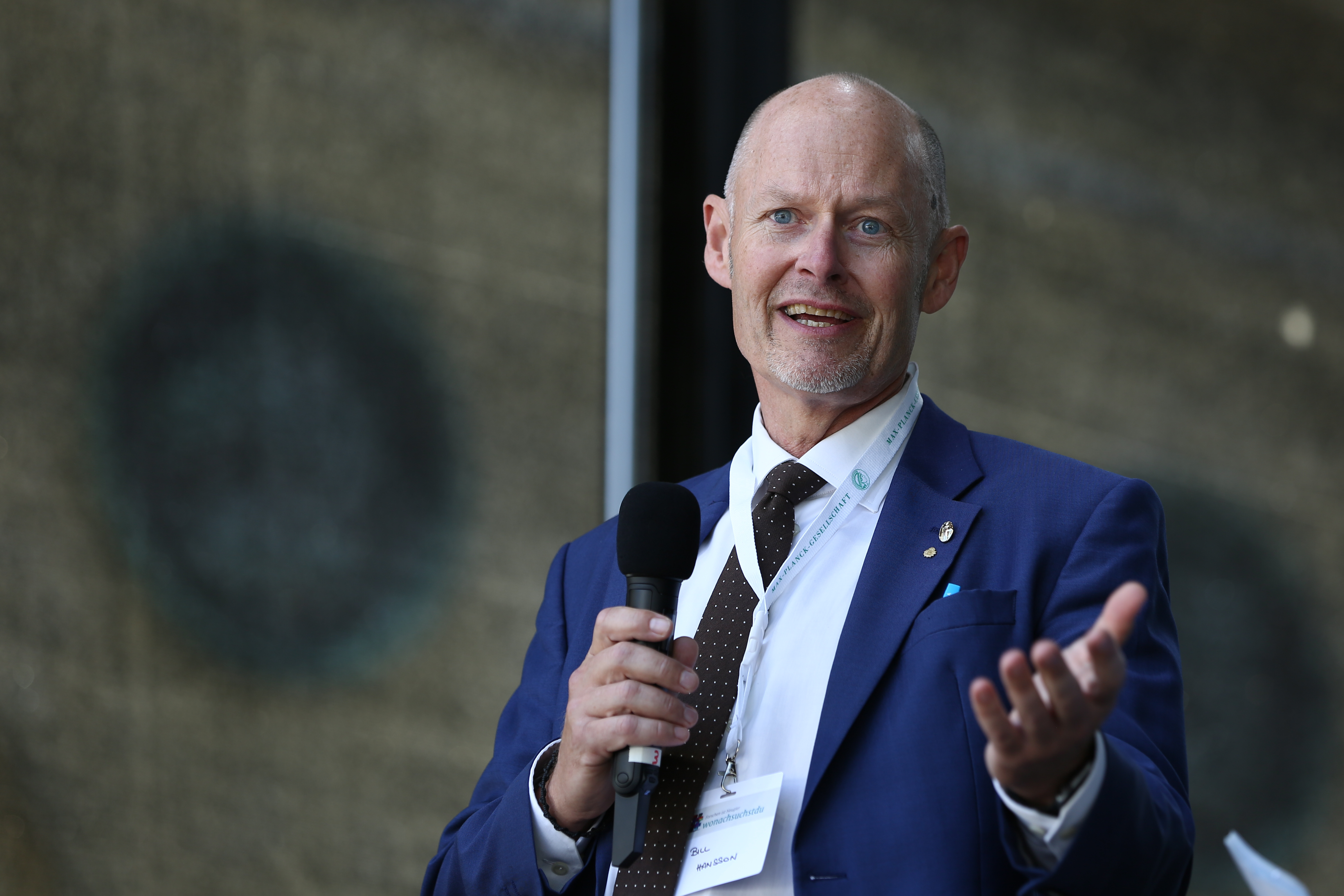
Bill S. Hansson 2018.

Bill är ett mansnamn, en kortform av William. Kan även vara en kortform av andra namn som Wilfred. Den 31 december 2009 fanns det 2 097 personer folkbokförda i Sverige med namnet Bill, varav 1 234 med det som tilltalsnamn/förstanamn

## Personer med förnamnet Bill
- Bill S. Hansson, svensk neuroetolog
- Bill Hugg, skådespelare
- Bill Kaulitz, sångare i tyska rockbandet Tokio Hotel
- Bill Nilsson, motocrossförare
- Bill Robinson, amerikansk steppdansör och skådespelare
- Bill Skarsgård, skådespelare
- Bill Viola, amerikansk videokonstnär

## Personer med Bill som smeknamn/artistnamn
- Bill Bailey, skådespelare, komiker och musiker
- Bill Bixby, skådespelare
- Bill Clinton, USA:s president
- Bill Cosby, amerikansk skådespelare, komiker, regissör, filmproducent och författare.
- Bill Evans, jazzpianist, kompositör
- Bill Gates, Microsofts grundare
- Bill Haley, musiker
- Bill Hicks, stå-uppkomiker
- Bill Murray, amerikansk skådespelare
- Bill Paxton, skådespelare
- John A. "Bill" Pettersson, fotbollspersonlighet
- Bill Ward, musiker
- Bill Wyman, musiker

## Fiktiva personer med förnamnet Bill/Billy
- Bill, en person i Stig Dagermans roman Ormen från 1945.[2]
- Bill, en figur i Gösta Knutssons barnböcker om Pelle Svanslös.[3]
- Bill (egentligen William Brown), huvudperson i en lång rad brittiska pojkböcker av Richmal Crompton från 1920- till 1950-talet.[4]
- Bill Sikes, en brutal tjuv och Fagins medhjälpare i Charles Dickens' roman Oliver Twist från 1838.[5]
- Billy Budd, titelfigur i Herman Melvilles roman med samma namn från 1924.[3]
- Bill Weasley, karaktär i J.K. Rowlings Harry Potter-böcker.